# Parasemia altiaca
Parasemia altiaca là một loài bướm đêm thuộc phân họ Arctiinae, họ Erebidae.